# كارل أندرسون (سياسي أمريكي)
كارل أندرسون (بالإنجليزية: Carl Anderson)‏ هو سياسي أمريكي، ولد في 16 يوليو 1897، وتوفي في 7 فبراير 1945.